# Цегельна промисловість України
Цеге́льна промисло́вість України — галузь промисловості будівничих матеріалів, що виробляє з мінеральної сировини, переважно з глини, різні види цегли: силікатну цеглу з кварцового піску з домішкою вапна, будівельні блоки, черепицю тощо.

## Загальні характеристики цегельного виробництва
Сучасне сільське цегельне виробництво є однією з найбільш матеріало- та енергомістких галузей. Результати досліджень показали, що у структурі собівартості керамічної цегли частка витрат на паливно-енергетичні ресурси сягає 30–40 %, а матеріальних ресурсів в цілому 52–62 %.

## Історія
В Україні з випалюваної цегли будували великі споруди вже в Х столітті — у Києві (Софійський собор, Києво-Печерська Лавра тощо), Чернігові й інших містах. Згодом цеглу використовували для спорудження фортець, монастирів, палаців, будинків у великих містах тощо.
Малі цегельні були в усій Україні, з початку XVIII століття мануфактурне виробництво цегли поширилося всією Україною. Цегельні були дрібні, працювали лише сезонно і користувалися ручною працею. Фабричне виробництво цегли (з кінця ХІХ століття) було в зародковому стані. На Центральних і Східних Землях вироблено у 1913 році 618 млн штук цегли (18 % від продукції всієї Російкої Імперії). На початку ХХ століття на Західній Україні виникли великі механізовані заводи цегли (у Львові будівельний комбінат І. Левинського).
Після першої світової війні цегельна промисловість досягла рівня 1913 року тільки у 1927 році. В наступних роках цегельну промисловість механізовано й переставлено на цілорічну працю. У зв'язку з урбанізацією й індустріалізацією виробництво цегли значно зросло і дійшло у 1940 році до 1 605 млн штук. Після воєнного занепаду цегельна промисловість постійно зростала до 1970 року, пізніше не зазнавала змін (у млн штук): 1950 — 2 092, 1958 — 5 575, 1965 — 8 098, 1970 — 9 700, 1975 — 10 831, 1980 — 9 051. Продукція цегли в УРСР становила у різних роках 16—17 % продукції всього СРСР.

## Розміщення промисловості
Цегельна промисловість розміщена в усій Україні, але найбільше в Донецькому басейні і на Київщині. Найбільші заводи глиняної цегли є в Ірпені та Запоріжжі; силікатної цегли в Херсоні, Дніпрі та в Кривому Розі.